# The Biggest Reggae One Drop Anthems 2009
The Biggest Reggae One Drop Anthems 2009 – piąty album z serii kompilacji The Biggest Reggae One Drop Anthems, wydany 25 września 2009 roku przez londyńską wytwórnię Greensleeves Records. 

## Lista utworów
1. Lutan Fyah - "Genesis"
2. Queen Ifrica - "Dem Nah Learn"
3. Alborosie - "Humbleness"
4. Lukie D & M'Lonie - "No Air"
5. Gappy Ranks - "Heaven In Her Eyes"
6. Daville - "Missing You Right Now"
7. Beres Hammond - "Can't Say I Never Tried"
8. Busy Signal & Marcia Griffiths - "Automatic (Keeping It Real)"
9. Romain Virgo - "Alton's Medley"
10. Capleton - "Acres"
11. Glen Washington - "Vibes"
12. Assassin & Peetah - "Hot A Road"
13. Luciano - "Be Aware"
14. Junior Kelly - "Nuthin' Wrong With The World"
15. Mr. Wiliamz - "No Cigarette"
16. Ziggi - "Gonna Leave You"
17. Sizzla - "Gwaan Bear"